# Stictolelaps flaviventris
Stictolelaps flaviventris är en stekelart som beskrevs av Timberlake 1925. Stictolelaps flaviventris ingår i släktet Stictolelaps och familjen puppglanssteklar. Inga underarter finns listade i Catalogue of Life.